# شهرستان کامنسکی (سرزمین آلتای)
شهرستان کامنسکی (به لاتین: Kamensky District) یک شهرستان در روسیه است که در سرزمین آلتای واقع شده‌است.